# Адриатическая плита
Адриатическая плита,  Апулийская плита — маленькая тектоническая микроплита, которая откололась от Африканской плиты трансформным разломом в меловом периоде. Имеет континентальную кору.
Северная часть плиты испытала деформации во времена Альпийской складчатости во время коллизии с Евразийской плитой. Обычно рассматривается в составе Евразийской плиты.
Адриатическая плита всё ещё движется в сторону Евразийской плиты, при этом последняя погружается под первую. Периадриатичний разлом, идущий через Альпы, отделяет эти плиты. Часть океанической коры Африканской плиты подвергается субдукции на южной границе адриатической плиты, образуя вулканы южной Италии.
Восток Апеннинского полуострова и Адриатическое море является частью Адриатической плиты. Мезозойские отложения привнесены плитой, состоят из известняка и образуют Южные Известняковые Альпы.